# Campionati del mondo di ciclismo su strada 1997
I Campionati del mondo di ciclismo su strada 1997 si disputarono a San Sebastián, in Spagna, tra il 7 ed il 12 ottobre 1997.

## Eventi

### Cronometro individuali
- Donne Elite – 28 km
- Donne Juniors
- Uomini Juniors
- Uomini Under-23 – 32 km
- Uomini Elite – 42,6 km

### Corse in linea
- Donne Elite – 108 km
- Donne Juniors
- Uomini Juniors
- Uomini Under-23 – 162 km
- Uomini Elite – 256,5 km

## Medagliere
| Pos.   | Nazione     | Oro | Argento | Bronzo | Totale |
| ------ | ----------- | --- | ------- | ------ | ------ |
| 1      | Francia     | 3   | 0       | 1      | 4      |
| 2      | Italia      | 3   | 0       | 0      | 3      |
| 3      | Germania    | 1   | 1       | 1      | 3      |
| 3      | Russia      | 1   | 1       | 1      | 3      |
| 5      | Paesi Bassi | 1   | 0       | 1      | 2      |
| 6      | Norvegia    | 1   | 0       | 0      | 1      |
| 7      | Svizzera    | 0   | 2       | 1      | 3      |
| 8      | Australia   | 0   | 2       | 0      | 2      |
| 9      | Spagna      | 0   | 1       | 1      | 2      |
| 10     | Danimarca   | 0   | 1       | 0      | 1      |
| 10     | Ucraina     | 0   | 1       | 0      | 1      |
| 10     | Ungheria    | 0   | 1       | 0      | 1      |
| 13     | Austria     | 0   | 0       | 1      | 1      |
| 13     | Estonia     | 0   | 0       | 1      | 1      |
| 13     | Regno Unito | 0   | 0       | 1      | 1      |
| 13     | Sudafrica   | 0   | 0       | 1      | 1      |
| Totale | Totale      | 10  | 10      | 10     | 30     |

## Sommario degli eventi
| Eventi                 | Oro                           | Tempo                      | Argento                    | Tempo    | Bronzo                        | Tempo   |
| Uomini Elite           |                               |                            |                            |          |                               |         |
| Gara in linea dettagli | Laurent Brochard Francia      | 6h16'48" Media 40,844 km/h | Bo Hamburger Danimarca     | s.t.     | Léon van Bon Paesi Bassi      | s.t.    |
| Cronometro dettagli    | Laurent Jalabert Francia      | 52'01"19                   | Serhij Hončar Ucraina      | a 3"32   | Chris Boardman Regno Unito    | a 20"53 |
| Donne Elite            |                               |                            |                            |          |                               |         |
| Gara in linea dettagli | Alessandra Cappellotto Italia | 2h44'37"                   | Elisabeth Tadich Australia | s.t.     | Catherine Marsal Francia      | s.t.    |
| Cronometro dettagli    | Jeannie Longo Francia         | 39'15"21                   | Zulfia Zabirova Russia     | a 0"85   | Judith Arndt Germania         | a 29"69 |
| Uomini Under-23        |                               |                            |                            |          |                               |         |
| Gara in linea dettagli | Kurt Asle Arvesen Norvegia    | 3h46'28"                   | Óscar Freire Spagna        | a 15'18" | Gerrit Glomser Austria        | s.t.    |
| Cronometro dettagli    | Fabio Malberti Italia         | 40'41"55                   | László Bodrogi Ungheria    | a 26"48  | David Harold George Sudafrica | a 30"61 |
| Uomini Junior          |                               |                            |                            |          |                               |         |
| Gara in linea dettagli | Crescenzo D'Amore Italia      | 2h54'49"                   | Martin Bolt Svizzera       | s.t.     | Margus Salumets Estonia       | s.t.    |
| Cronometro dettagli    | Torsten Hiekmann Germania     | 35'56"                     | Michael Rogers Australia   | a 1"     | Aleksej Markov Russia         | a 15"   |
| Donne Junior           |                               |                            |                            |          |                               |         |
| Gara in linea dettagli | Mirella van Melis Paesi Bassi | 1h50'19"                   | Nicole Brändli Svizzera    | s.t.     | Sofie Andersson Svizzera      | s.t.    |
| Cronometro dettagli    | Ol'ga Zabelinskaja Russia     | 19'56"                     | Sylvia Hubscher Germania   | a 36"    | Maria Mercedes Cagigas Spagna | a 37"   |